# Ngựa Shetland
Ngựa Shetland là một giống ngựa lùn có nguồn gốc từ quần đảo Shetland phía đông Scotland ngày nay. Ngựa Shetland khá nhỏ bé so với các giống ngựa khác. Ngựa lùn Shetland chỉ cao bằng một đứa trẻ nhưng có sức kéo bằng một con bò và là một trong những loài ngựa thông minh nhất hiện nay. Chúng được người dân Scotland coi như linh vật quốc gia.
Hiện nay, tại Foula (thuộc quần đảo Shetland, Scotland) là một trong những hòn đảo có ít người sống nhất thế giới với dân số chỉ vỏn vẹn 30 người. Hòn đảo hẻo lánh này là quê hương của loài ngựa pony - một giống ngựa lùn với chiếc bờm xinh xắn, ngộ nghĩnh như những nhân vật hoạt hình, khoảng 1.500 chú ngựa lùn thông minh, thân thiện với những đôi chân ngắn ngũn chào đón du khách trên đảo. Du khách có thể thoải mái chơi đùa với chúng, tiếp xúc cùng người bản xứ.

## Đặc điểm
Điểm thu hút của loài ngựa này là những chiếc bờm dài, có mái phía trước đầy chất lãng tử. Được đánh giá là thông minh không thua kém gì chó dẫn đường và đôi lúc người ta gọi yêu nó là ngựa thiên thần bởi chúng trông đáng yêu như con nít. Ngựa Shetland có bờm dày và dài và một bộ lông dày như áo khoác mùa đông giúp chúng chống được thời tiết khắc nghiệt. Ngựa Shetland có đủ mọi màu lông từ đen, hạt dẻ, xám, Palomino, loang nâu, kem (cremello), và bạc đến cả màu trắng sắc hồng. Ngựa Shetland có chiều cao trung bình từ 75 cm – 107 cm. Mặc dù có kích thước khá nhỏ nhưng chúng lại rất khỏe mạnh.
So với các giống ngựa khác cùng kích thước thì Shetland khỏe hơn rất nhiều. Nên chúng được sử dụng để kéo xe, chở than bùn, than đá và các mặt hàng khác thậm chí là cày bừa thay trâu bò. Chúng dễ phân biệt với các giống ngựa khác vì có bộ lông khá dày dài và đẹp. Trên thực tế, giống ngựa chân ngắn này khá phổ biến ở một số nước châu Âu và châu Mỹ. Thông thường, chúng chỉ cao khoảng 86 – 97 cm với nhiều màu lông khác nhau. Bên cạnh đó, những em ngựa lùn này cũng tương đối thân thiện con người, đó là lý do vì sao nhiều người nuôi chúng như thú cưng trong nhà như chó hay mèo.

## Với con người
Vào giữa thế kỷ 19 hàng ngàn con ngựa Shetland đã được đưa tới nước Anh để làm việc trong các hầm lò, kéo than dưới lòng đất. Tuy nhỏ bé nhưng nó được đánh giá là một trong những giống ngựa thông minh nhất hiện nay. Vì rất thông minh nên nó được học các lớp huấn luyện như chó nghiệp vụ. Ngày nay ngựa Shetland được dùng trong các trung tâm huấn luyện đua ngựa dành cho trẻ em. Shetland cũng được dử dụng trong các trường đua ngựa dành cho trẻ em. Một trong số chúng cũng được nuôi trong vườn bách thú để phục vụ khách tham quan. Chúng cũng được sử dụng làm phương tiện đi lại cho khách du lịch tại các thành phố lớn ở châu Âu hoặc các trung tâm thương mại. Những con ngựa được lựa chọn huấn luyện thuộc sự quản lý của Trung đoàn Hoàng gia Scotland.
Có một sự kiện hy hữu khi một con ngựa nuôi cừu mồ côi tại xứ Wales thấy con cừu non bú sữa của ngựa lùn cái trên đồi, đây là mối quan hệ kỳ lạ trong một lần cưỡi ngựa lên đồi Hay Bluff thuộc dãy núi Black, nhân chứng tiếp tục chứng kiến sự việc trong khoảng một tuần. Dường như con ngựa lùn đã nhận nuôi cừu non và cho phép cừu bú sữa của nó. Con ngựa cái, thuộc giống ngựa lùn Shetland, đã có một con. Vì thế, việc nó nhận nuôi cừu là điều ngạc nhiên. Thậm chí con ngựa cái còn canh chừng khi con của nó và cừu non ngủ cạnh nhau. Con cừu bắt chước động tác bú của ngựa con. Mặc dù mối quan hệ giữa cừu và ngựa lùn phát triển tốt đẹp, người ta quyết định can thiệp khi cô nhận thấy cả cừu non và ngựa non đều không bú đủ sữa. Ngựa lùn cái không thể cung cấp đủ sữa cho cả hai đứa con. Vì thế hai con của nó không khỏe mạnh.